# Tekla Åbergs högre läroverk för flickor

Tekla Åbergs högre läroverk för flickor, ursprungligen Fru Elise Mayers högre läroverk för flickor, var en svensk flickskola i Rådmansvången i Malmö, verksam från 1857 till 1940. Det var den första flickskolan utanför Stockholm med dimissionsrätt.  

## Historik
Skolan grundades år 1857 av Elise Mayer under namnet Fru Elise Mayers högre läroverk för flickor. Det var Malmös andra betydande skola för flickor efter Caroline Kléens skola (1850–1870), och någon tredje flickskola grundades inte förrän Maria Stenkulas skola 1874. Skolan blev en av de mest kända i Skåne och tog emot elever från välsituerade borgarhem från både Malmö och omkringliggande områden. Elise Mayer var innovativ. Det var den första flickskolan i södra Sverige som införde gymnastik på schemat, och hon lät också eleverna tillbringa rasterna utomhus, oavsett väder, något som var ovanligt för en flickskola, och införde diskussionstimmar i den högsta klassen.
Skolan växlade adress flera gånger, men kom till slut att stanna på Rönneholmsvägen. 
År 1888 övertogs skolan av Tekla Åberg, och bytte då namn till Tekla Åbergs högre läroverk för flickor. 1898 fick läroverket dimissionsrätt, det vill säga rätt att utexaminera studenter. Det blev det första läroverket i landet utanför Stockholm där flickor kunde ta studenten. Vid den tiden hade skolan 234 elever och 28 lärare. 
Skolan förenades 1940 med Maria Stenkulas Malmö högre läroverk för flickor från 1874 och Anna och Eva Bundts skola för flickor från 1887 till Malmö kommunala flickskola, som lades ner 1962.